# Pterocuma rostratum
Pterocuma rostratum — вид кумових ракоподібних родини Pseudocumatidae. Рачок зустрічається на північному сході Атлантики, у Середземному, Чорному та Каспійському морях. Досить далеко заходить у річку Волга.